# Elymnias terpsichroides
Elymnias terpsichroides är en fjärilsart som beskrevs av Robert Walter Campbell Shelford 1904. Elymnias terpsichroides ingår i släktet Elymnias och familjen praktfjärilar. Inga underarter finns listade i Catalogue of Life.